# الوشاح الأحمر (مسلسل)
الوشاح الأحمر (بالتركية: Al Yazmalım)‏ هو مسلسل تلفزيوني تركي رومانسي ودرامي عرض على القناة التركية أي تي في. مقتبس من رواية الفتاة صاحبة الوشاح الأحمر للمؤلف والأديب القيرغيزي العالمي جنكيز أيتماتوف، يعد النسخة الجديدة المقتبسة من مسلسل تركي قديم يحمل نفس الاسم تم إعداده سنة 1978  من بطولة الممثلة توركان شوراي والممثل قدير اينانير.

## بطولة
| ممثل              | الدور       |
| ----------------- | ----------- |
| أوزغي أوزبيرينتشي | رانيا هاس   |
| سيجكين أوزديمير   | إلياس افجي  |
| باريش فلاي        | جامشيد أتيش |
| نسرين كفادزاده    | عائشة       |
| أورهان ألكايا     | صالح أُسطى   |
| سايجين سويسال     | طاهر        |

## روابط خارجية
- الوشاح الأحمر على موقع IMDb (الإنجليزية)
- الوشاح الأحمر على موقع قاعدة بيانات الأفلام العربية
- الوشاح الأحمر على موقع كينوبويسك (الروسية)
- الوشاح الأحمر على موقع قاعدة بيانات الفيلم (الإنجليزية)